# Danja Müsch
Danja Müsch (Kassel, 14 de abril de 1971) es una deportista alemana que compitió en voleibol, en la modalidad de playa.
Ganó tres medallas en el Campeonato Europeo de Vóley Playa entre los años 1994 y 2000. Participó en tres Juegos Olímpicos de Verano, ocupando el séptimo lugar en Atlanta 1996 y el noveno en Sídney 2000 y en Atenas 2004.

## Palmarés internacional
| Campeonato Europeo | Campeonato Europeo | Campeonato Europeo | Campeonato Europeo |
| Año                | Lugar              | Medalla            | Pareja             |
| ------------------ | ------------------ | ------------------ | ------------------ |
| 1994               | Espinho (Portugal) | Medalla de oro     | Beate Bühler       |
| 1996               | Pescara (Italia)   | Medalla de plata   | Beate Bühler       |
| 2000               | Bilbao (España)    | Medalla de plata   | Jana Vollmer       |